# ألكسندر ميلينكيفيتش
ألكسندر ميلنكييفيتش (بالروسية: Милинкевич, Александр Владимирович)‏ (25 يوليو 1947) سياسي بيلاروسي حصل على جائزة سخاروف لحرية الفكر عام 2006.

## روابط خارجية
- ألكسندر ميلينكيفيتش على موقع IMDb (الإنجليزية)
- ألكسندر ميلينكيفيتش على موقع الموسوعة البريطانية (الإنجليزية)
- ألكسندر ميلينكيفيتش على موقع مونزينجر (الألمانية)
- ألكسندر ميلينكيفيتش على موقع كينوبويسك (الروسية)